# Inverness, Skye and West Ross-shire
Circonscription parlementaire de la Chambre des communes
Inverness, Skye and West Ross-shire est une circonscription électorale de la Chambre des communes du Royaume-Uni.
Créée lors du redécoupage de 2023, elle est située dans le nord-ouest de l'Écosse.

## Description
Comme son nom l'indique, la circonscription s'étend sur la moitié occidentale de l'ancien comté de Ross, l'île de Skye et la ville d'Inverness.

## Histoire
La circonscription d'Inverness, Skye and West Ross-shire est créée lors du redécoupage électoral de 2023 à partir des anciennes circonscriptions de Ross, Skye and Lochaber (pour sa moitié occidentale) et Inverness, Nairn, Badenoch and Strathspey (pour sa moitié orientale). Elle est utilisée pour la première fois lors des élections générales de 2024. À cette occasion, les votes doivent être recomptés deux fois avant que la victoire du candidat libéral-démocrate Angus MacDonald (en) ne soit validée. Il bat l'ancien député d'Inverness, Nairn, Badenoch and Strathspey, Drew Hendry du Parti national écossais, avec 2 160 voix d'avance.

## Définition légale
La circonscription est légalement définie comme comprenant les wards suivants : 
- Caol (en) and Mallaig ;
- Eilean a' Cheò (les îles de Skye et Raasay) ;
- Inverness Central, Inverness Milburn, Inverness Ness-side, Inverness South et Inverness West ;
- la moitié sud du ward de Wester Ross (en), Strathpeffer and Lochalsh (en) ;
- la moitié sud du ward de Culloden and Ardersier ;
- la moitié nord du ward d'Aird (en) and Loch Ness ;
- la moitié nord du ward de Fort William and Ardnamurchan[2].

## Députés
| Élection | Député               | Parti | Parti               |
| -------- | -------------------- | ----- | ------------------- |
| 2024     | Angus MacDonald (en) |       | Libéraux-démocrates |

## Résultats électoraux

### Années 2020
| Parti         | Parti                                       | Candidat             | Vote   | Vote | Vote |
| Parti         | Parti                                       | Candidat             | Voix   | %    | ±    |
| ------------- | ------------------------------------------- | -------------------- | ------ | ---- | ---- |
|               | Libéraux-démocrates                         | Angus MacDonald (en) | 18 159 | 37,8 | 22,7 |
|               | SNP                                         | Drew Hendry          | 15 999 | 33,3 | 15,4 |
|               | Parti travailliste                          | Michael Perera       | 6 246  | 13,0 | 3,6  |
|               | Reform UK                                   | Dillan Hill          | 2 934  | 6,1  | 4    |
|               | Parti conservateur                          | Ruraidh Stewart      | 2 502  | 5,2  | 18,1 |
|               | Parti vert                                  | Peter Newman         | 2 038  | 4,2  | 2,8  |
|               | Parti de l'égalité socialiste (en)          | Darren Paxton        | 178    | 0,4  | —    |
| Majorité      | Majorité                                    | Majorité             | 2 160  | 4,5  | —    |
| Participation | Participation                               | Participation        | 48 056 | 61,7 | 4,3  |
|               | Les Libéraux-démocrates emportent le siège. |                      |        |      |      |